# Leptogenys mengzii
Leptogenys mengzii  (лат.) — вид муравьёв (Formicidae) рода Leptogenys из подсемейства Ponerinae. Китай, Юньнань. Мелкие муравьи буровато-чёрного цвета (TL 4,5-5,1 мм), ноги, усики и клипеус и жвалы светлее (красновато-коричневые). Глаза крупного размера, расположены в переднебоковых частях головы. Жвалы вытянутые, сомкнутые прикасаются к клипеусу (без зазора между ними), с 1 апикальным зубцом на жевательном крае, внутренний край без зубцов. Голова вытянутая (CI: 68-72). Скапус усика длинный, превышает затылочный край головы (SI: 117—120). Тело частично пунктированное (заднегрудка блестящая). Усики 12-члениковые. Нижнечелюстные щупики 4-члениковые, нижнегубные щупики состоят из 4 сегментов. Стебелёк состоит из одного членика (петиоль). Вид был впервые описан в 2000 году китайским мирмекологом Сюй Чжэнхуэем (Dr. Zhenghui Xu, Faculty of Conservation Biology, Southwest Forestry College, Куньмин, Юньнань, Китай). Этот вид сходен с видом Leptogenys confucii, отличаясь плотно пунктированной головой и тёмной окраской.